# Giambattista Leni
Giambattista Leni (Roma, 1573 – Roma, 3 novembre 1627) è stato un cardinale e vescovo cattolico italiano.
Apparteneva ad una nobile famiglia romana che si estinse con la sua morte.

## Biografia
Vescovo di Mileto dal 4 luglio 1608, papa Paolo V lo creò cardinale presbitero del titolo di San Sisto nel concistoro del 24 novembre 1608.
Il 3 agosto 1611 fu trasferito alla sede di Ferrara ed il 5 marzo 1618 optò per il titolo di Santa Cecilia.
Nel 1623 fu nominato arciprete della basilica di San Giovanni in Laterano, carica che tenne per circa due anni.
Nel 1626 divenne camerlengo del Sacro Collegio.
Morì il 3 novembre 1627 all'età di 54 anni e fu sepolto nella cappella di San Giovanni Battista della basilica di San Giovanni in Laterano.
Fu l'ultimo rappresentante della famiglia Leni che con lui si estinse. Alla sua morte erede dei suoi beni fu la chiesa di San Carlo ai Catinari di Roma.

## Conclavi
Il cardinale Giambattosta Leni partecipò a:
- conclave del 1621, che elesse papa Gregorio XV
- conclave del 1623, che elesse papa Urbano VIII

## Genealogia episcopale e successione apostolica
La genealogia episcopale è:
- Arcivescovo Filippo Archinto
- Papa Pio IV
- Cardinale Giovanni Antonio Serbelloni
- Cardinale Carlo Borromeo
- Cardinale Ottavio Paravicini
- Cardinale Giambattista Leni

La successione apostolica è:
- Vescovo Sebastiano Roberti (1609)
- Vescovo Pedro de Mata y Haro, C.R. (1609)
- Vescovo Erasmo Paravicini (1611)
- Vescovo Antonio Maria Franceschini (1611)
- Vescovo Roberto Roberti, O.P. (1612)
- Vescovo Camillo Moro (1612)
- Cardinale Gianfrancesco Guidi di Bagno (1614)
- Arcivescovo Vitaliano Visconti Borromeo (1616)
- Vescovo Vincenzo Landinelli (1616)
- Vescovo Carlo Carafa (1616)
- Vescovo Altobello Carissimi (1617)
- Vescovo Alfonso Sacrati (1617)
- Vescovo Fabrizio Landriani (1617)
- Vescovo Ippolito Borghese, O.S.B. (1618)
- Arcivescovo Marsilio Peruzzi (1618)
- Vescovo Gregorio Del Bufalo (1619)
- Vescovo Maurizio Ricci (1619)
- Vescovo Alfonso Gigliolo (1619)
- Vescovo Ferdinando Millini (1619)
- Vescovo Francesco Campanari (1620)
- Vescovo Alfonso Petrucci (1620)
- Cardinale Pietro Campori (1621)
- Cardinale Giulio Roma (1621)
- Cardinale Desiderio Scaglia, O.P. (1621)
- Vescovo Giacinto Petroni, O.P. (1622)
- Vescovo Giovanni Battista Roviglioni (1623)